# Papy fait de la Résistance
Papy fait de la Résistance ist ein französischer Film von Jean-Marie Poiré von 1983.
Der Film beruht auf dem gleichnamigen Theaterstück von Martin Lamotte und Christian Clavier. Er brachte Schauspieler der „neuen Generation“ („nouvelle génération“) der 1970er und 80er Jahre, namentlich die der Truppe des Splendid sowie Jacques Villeret, Roland Giraud und Pauline Lafont mit Schauspielern der „alten Generation“ („ancienne génération“) zusammen, darunter Michel Galabru, Jacqueline Maillan und Jean Carmet.
Von der französischen Presse bei seinem Erscheinen sehr hart kritisiert, wurde Papy fait de la résistance ein Publikumserfolg mit vier Millionen Kinobesuchern. Er wurde zu einem französischen Kultfilm.
Der Film ist Louis de Funès gewidmet, der die Rolle des Papy oder des Halbbruders Hitlers spielen sollte, aber zu Beginn des Projekts verstarb. Michel Galabru übernahm die Rolle des Papy, Jacques Villeret die von Hitlers Halbbruder.

## Handlung
Der Film spielt im deutsch besetzten Frankreich. Héléna Bourdelle, genannt „La Bourdelle“, eine berühmte Sängerin der Vorkriegszeit, ist die Gattin des Maestros André Bourdelle. Dieser ist bei der Résistance und wird bei der unfallbedingten Explosion einer Granate im Juni 1941 getötet.
Zwei Jahre später wird das luxuriöse Pariser Haus der Familie Bourdelle, bei der auch Andrés, schlicht „Papy“ genannter Vater wohnt, von den deutschen Besatzern für die Unterbringung des von der Ostfront verlegten Generals Hermann Spontz in Anspruch genommen. Während Madame Bourdelle in Begleitung ihrer Tochter und ihres Mieters Michel Taupin sich bei der Kommandantur über die deutschen Übergriffe bei der Inanspruchnahme ihres Hauses beschwert, hilft sie ungewollt einem gefangenen britischen Piloten zu entkommen und fühlt sich in der Folge in der Pflicht, ihn bei sich zu verstecken.
Die Familie muss sich vor dem ehemaligen Concierge der Pariser Oper, Adolfo Ramirez, in Acht nehmen, der Gestapo-Handlanger geworden ist. Wohlwollender als Ramirez betrachtet der General Spontz die Familie, der Héléna Bourdelles Tochter Bernadette den Hof macht. Dabei verkennt Spontz, dass der effeminiert und ängstlich wirkende Sohn der Familie, Guy-Hubert, Friseur von Beruf, kein anderer als der nicht zu fassende, ständig zuschlagende „Super-Résistant“ ist, der von den deutschen Truppen gesucht wird.
Der Mieter Michel Taupin, der ursprünglich ein Auge auf Hélénas andere Tochter Colette geworfen hatte, ist inzwischen unglücklich verliebt in Bernadette Bourdelle und möchte unablässig zur Résistance stoßen, was ihn in verschiedene Abenteuer verwickelt. Nachdem er nach der Episode in der Kommandantur verhaftet wird, trifft er den Résistance-Kämpfer Félix/Frémontel, der sich ihm in dem Glauben, unmittelbar vor seiner Erschießung zu stehen, anvertraut. Aber beide werden von Super-Résistant befreit, und Félix empfindet Taupin nun als Klette.
Ramirez entdeckt schließlich, dass Guy-Hubert „Super-Résistant“ und der Patron von Félix ist, aber Spontz glaubt ihm nicht.

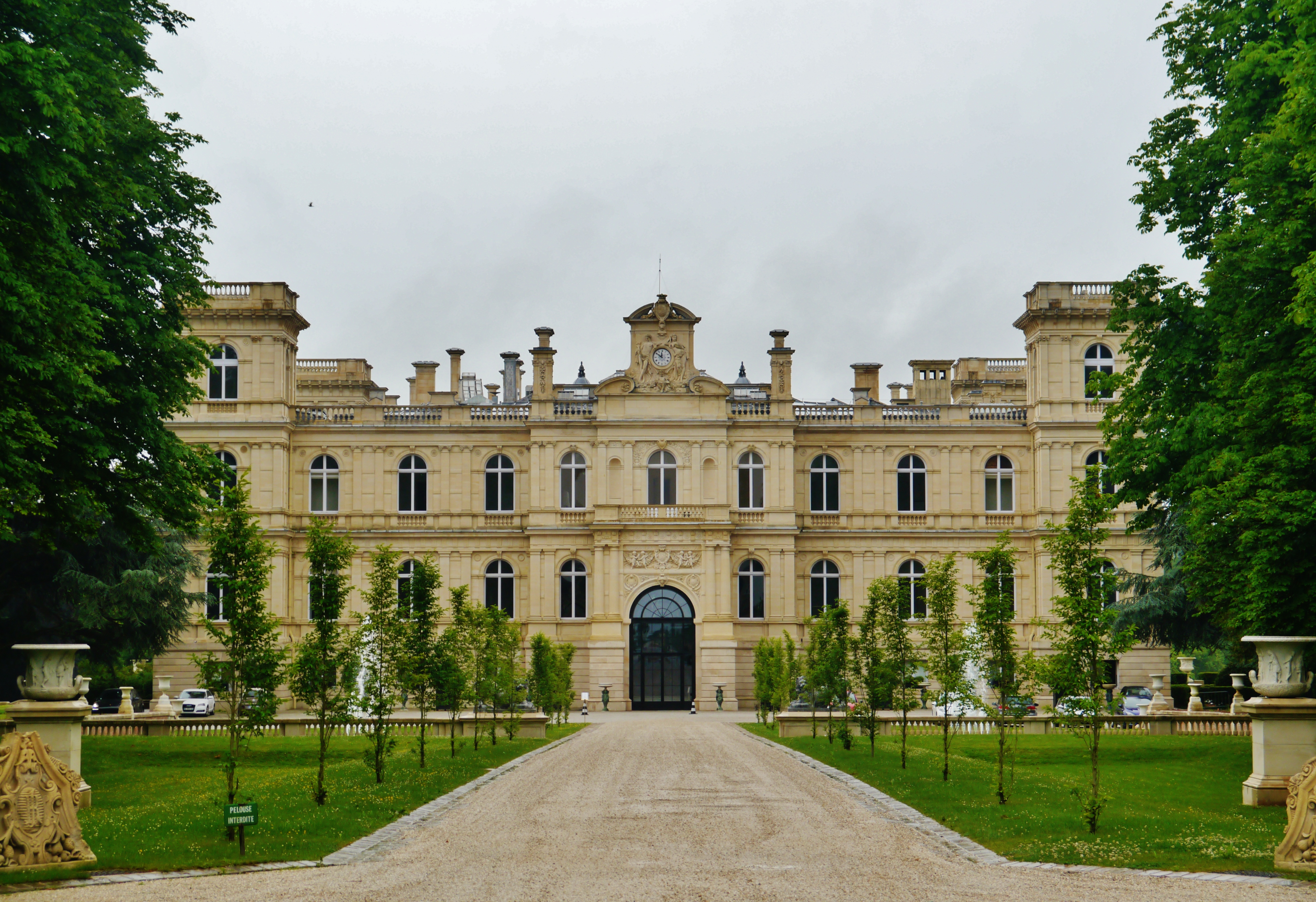
Der Empfang zu Ehren des Marschalls von Apfelstrudel wird im Chateau de Mombreuse vorbereitet; als Kulisse wurde das Schloss Ferrières verwendet.

Obwohl sie geschworen hatte, nicht mehr zu singen, solange ein deutscher Besatzer in Frankreich ist, sieht sich Héléna Bourdelle durch den General Spontz genötigt, an einem Empfang zu Ehren von Hitlers Halbbruder, dem Marschall Ludwig von Apfelstrudel, teilzunehmen, der nach Paris kommt. Zu dieser Gelegenheit vertraut die Résistance Michel Taupin die Aufgabe an, eine Bombe zu verstecken, die während des Empfangs in einem Schloss in der Nähe von Paris explodieren soll. Aber das Vorhaben scheitert, und die Bourdelles und Taupin sind unmittelbar davor, verhaftet zu werden, als Super-Résistant auftaucht und mit seinen Leuten und Papy von Apfelstrudel und alle deutschen Generäle gefangen nimmt.
Während die Handlung zu ihrem Ende zu gelangen scheint, entpuppt sich die ganze Geschichte als Film im Film und Gegenstand einer zeitgenössischen Fernsehdiskussion (einer Parodie des Formats Dossiers de l'écran), bei der die im Film geschilderten Ereignisse während der Besatzungszeit auf ihren Wahrheitsgehalt überprüft werden.
Die Sendung bringt verschiedene, inzwischen gealterte Protagonisten des Films zusammen: Bernadette Bourdelle und ihren Mann, den General Spontz, Guy-Hubert, Michel Taupin, inzwischen Minister der Alten Kämpfer (Anciens Combattants) und Adolfo Ramirez Junior (den aus Bolivien angereisten Sohn von Ramirez, der das Andenken seines verstorbenen Vaters verteidigen möchte). Sehr schnell wendet sich die Fernsehdebatte zur Katastrophe mit Handgreiflichkeiten, als nämlich Adolfo Ramirez Junior die anderen Beteiligten diffamiert und beleidigt und dadurch deren Zorn auf sich zieht, bevor sie das Studio verlassen. Wegen der Handgreiflichkeiten muss der Moderator (Alain Jérôme) die Sendung abbrechen.

## Drehorte

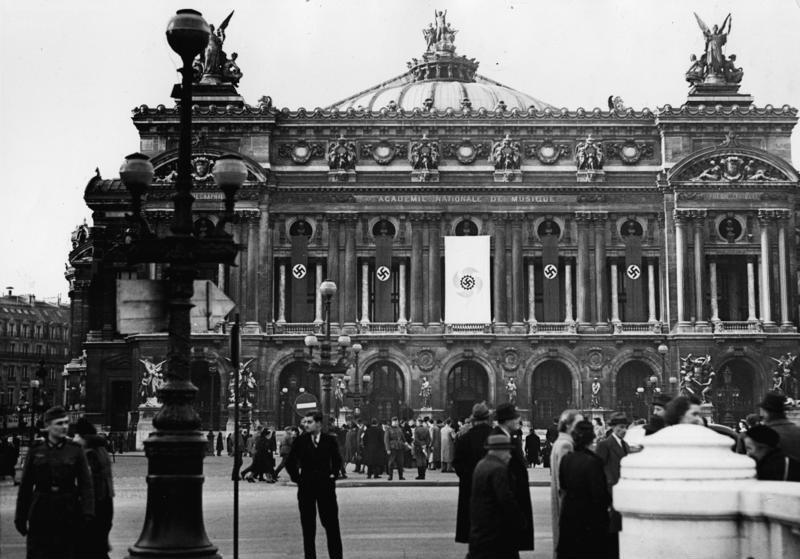
L'Opéra Garnier im März 1941.

Der Film wurde in Frankreich an folgenden Orten gedreht:
- Département Oise:
  - Senlis
  - Pierrefonds
- Paris:
  - 3. Arrondissement:
    - Rue de Béarn für den Friseursalon von Guy-Hubert
    - der Hof des Hôtel de Soubise für den Sitz der Kommandantur.

  -  8. Arrondissement: Hôtel Salomon von Rothschild für das Haus der Bourdelles.
  -  9. Arrondissement: Opéra Garnier.
  -  10. Arrondissement: Der Colonel Vincent und Michel Taupin treffen sich in der Kirche Saint-Vincent-de-Paul.
  - 12. Arrondissement: die Gare de La Rapée bei der geplanten Geisel-Erschließung, die Super-Résistant verhindert.
  - 16. Arrondissement:
    - Außenbereich des Musée Galliera
    - Lycée Janson-de-Sailly
    - Eingang des Hôtel Raphael, in der Avenue Kléber, als Spontz den General Müller (Roger Carel) besucht.

  -  18. Arrondissement:
    - Rue du Chevalier-de-La-Barre, wenn Julien Guiomar die Straße heraufkommt.
    - Rue Androuet für die Sequenz in der Apotheke.
- Seine-et-Marne:
  - Schloss Ferrières[3].
- Département Yvelines:
  - Orgeval
  - Le Vésinet
- Val-d’Oise:
  - Marines
  - Gouzangrez
  - Montgeroult

## Musik
Bei der Verfolgung von Super-Résistant über die Dächer, nachdem er Spontz an der Nase herumgeführt hat, hört man den Anfang des Finales (Stürmisch bewegt) der 1. Sinfonie von Mahler. Man hört das Thema erneut, als sich der britische Pilot eine Kugel aus dem Körper zieht. Einen Ausschnitt aus der 3. Sinfonie von Mendelssohn hört man bei der unterirdischen Szene, als der hysterische Ramirez fast Super-Résistant fängt.